# Adja
Adja és una de les dues principals serralades muntanyoses de la part central del nord de l'Aràbia Saudita, en el conjunt anomenat Djabala Tayyi o simplement al-Djabal (que vol dir la "Muntanya").
Una antiga deïtat pre islàmica, Fals o Fils o Fulus, hauria estat adorada en una forma rocosa d'aquestes muntanyes. Aquest tipus de cultes estan testimoniats a la zona entre el segle ii aC i el segle ii.